# パンシット

## 概要
パンシット（PancitまたはPansít、タガログ語発音: [ˈpansɪt] PAN-sit ）は広義でフィリピン料理の麺料理。使用する麺の種類や調理方法、原産地、食材に基づいて違いが生まれる。殆どはカラマンシーと一緒に出される。

## 歴史

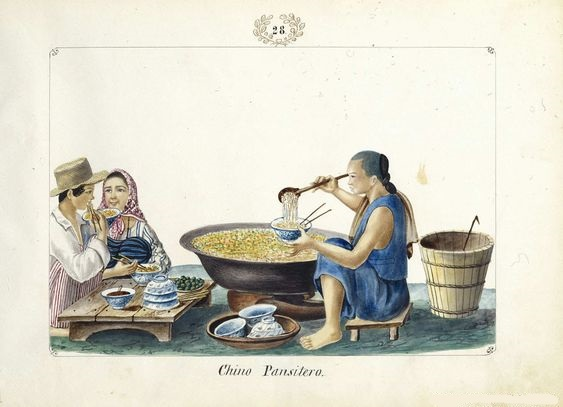
「チノ・パンシテロ (Chino Pansitero)」、フィリピンのパンシット屋を描いたイラスト。ホセ・オノラト・ロサノの作品（1847年頃）

「パンシット」という単語は、フィリピン泉漳語の「扁食」（ワンタン麺の意）または「便的食」（「便利な食事」の意）に由来している。フィリピンのスーパーマーケットではさまざまな種類の、家庭で調理することができる麺を見つけることができる。また麺料理は地元のレストランでも標準的な料理であり、「パンシテリア」（Panciterias）と呼ばれるそれらを専門とする料理店がある。

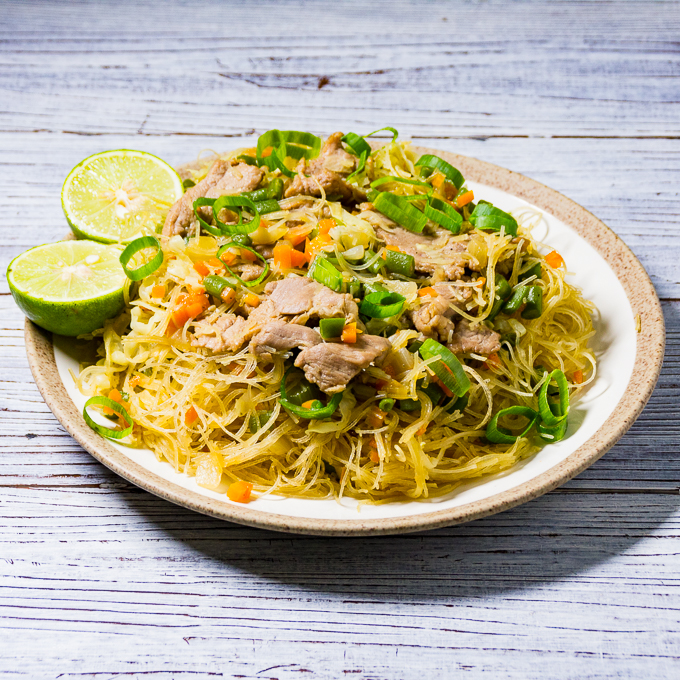
パンシット・ビホン・ギサード（Pancit bihon guisado）にカラマンシーを添えたもの

麺は何世紀も前に中国人移民によってフィリピンに持ち込まれ、現地人に受け入れられて地元の料理に溶け込み、スペインの影響もあった。麺を使わないものさえあり、代わりに細切りにしたココナッツ、未完塾のパパイア、緑豆もやし、タケノコ、海藻を使用する。
パンシットは中国・スペイン双方の調理技術と地元の食材でブイヤベースみたく発展した。パンシットは般的には麺とニンニク、玉ねぎ、野菜（一般的にニンジン、サヤインゲン、キャベツ、ピーマン、ハヤトウリ、ひょうたん、パトラ（ヘチマ属の一種）、ヒラタケ、カリフラワーなど）、肉（さまざまな種類のフィリピン式ソーセージのロンガニーサなど）または海鮮（エビ、魚、イカ、カニ、カキ、貝、およびつみれ）を炒め合わせて（フィリピンスペイン語でギサード）調理される。まれにビリンビ、ココナッツミルク、バナナの花、カラシナ、オクラ、カラバサ（かぼちゃ）、アラゲキクラゲ、しいたけといった材料を用いることもある 。
ソースの材料はレシピによる。醤油、塩、酢、魚醤（パティス）、バゴーンアラマン（シュリンプペースト）、タバ・ン・タランカ（カニ味噌）、オイスターソース、ブグナイワイン、発酵大豆ペースト、ココナッツアミノやイニホーソースといった甘いソースなどが使われる 。
スープで煮込んだり、蒸し煮にしたりすることもある。ほとんどのパンシットにはピリッとした酸味をもつカラマンシーを切って添える。最も一般的な付け合わせと調味料は、ティナパ（干し魚） のフレーク、揚げニンニク、チチャロン（豚の脂かすを揚げたもの）、シリン・ラブヨ（トウガラシの一種）、エシャロット、挽いた黒胡椒、オコイ（もち米の生地を揚げたもの）、ニラ、ピーナッツ、およびスライスした固ゆで卵である。一部の地域では、スライスしたビリンビフルーツ（カミアス）も追加される場合がある 。
パンシット料理は、一般的に使用される麺の種類にちなんで命名される。最も使用される麺にはカントン（canton、通常は丸打ちの卵麺）、ビホン（bihon、ビーフン）、ロミ（lomi、厚い卵麺）、ミキ（miki、黄色く柔らかい卵麺、通常は平打ち麺）、ミスア又はミスワ（misuaまたはmiswa、小麦の細麺）、パラボク（palabok、黄色いコーンスターチ麺）、ソタンホン（sotanghon、春雨） がある。また、料理の調理法、起源、および主要な食材にちなんで名付けられることもある 。
パンシットはフィリピンのコンフォート・フードでもあると考えられている。勿論単品で食べられるが、白米、パン（通常はパンデサル）、プート（蒸し餅）と食べる事も多い。多く作れるから集会や祭り、宗教行事の時に出される。フィリピン調査報道センターのナンシー・レイエス・ルーメン（Nancy Reyes Lumen）は中国系フィリピン人に由来する「誕生日には麺類を食べるべきだ」という考え方を紹介している。そのため麺は誕生日パーティーによく食され、フィリピンの中華料理店ではメニューに「バースデーヌードル」が載っていることがよくあるという。

## 様々なパンシット

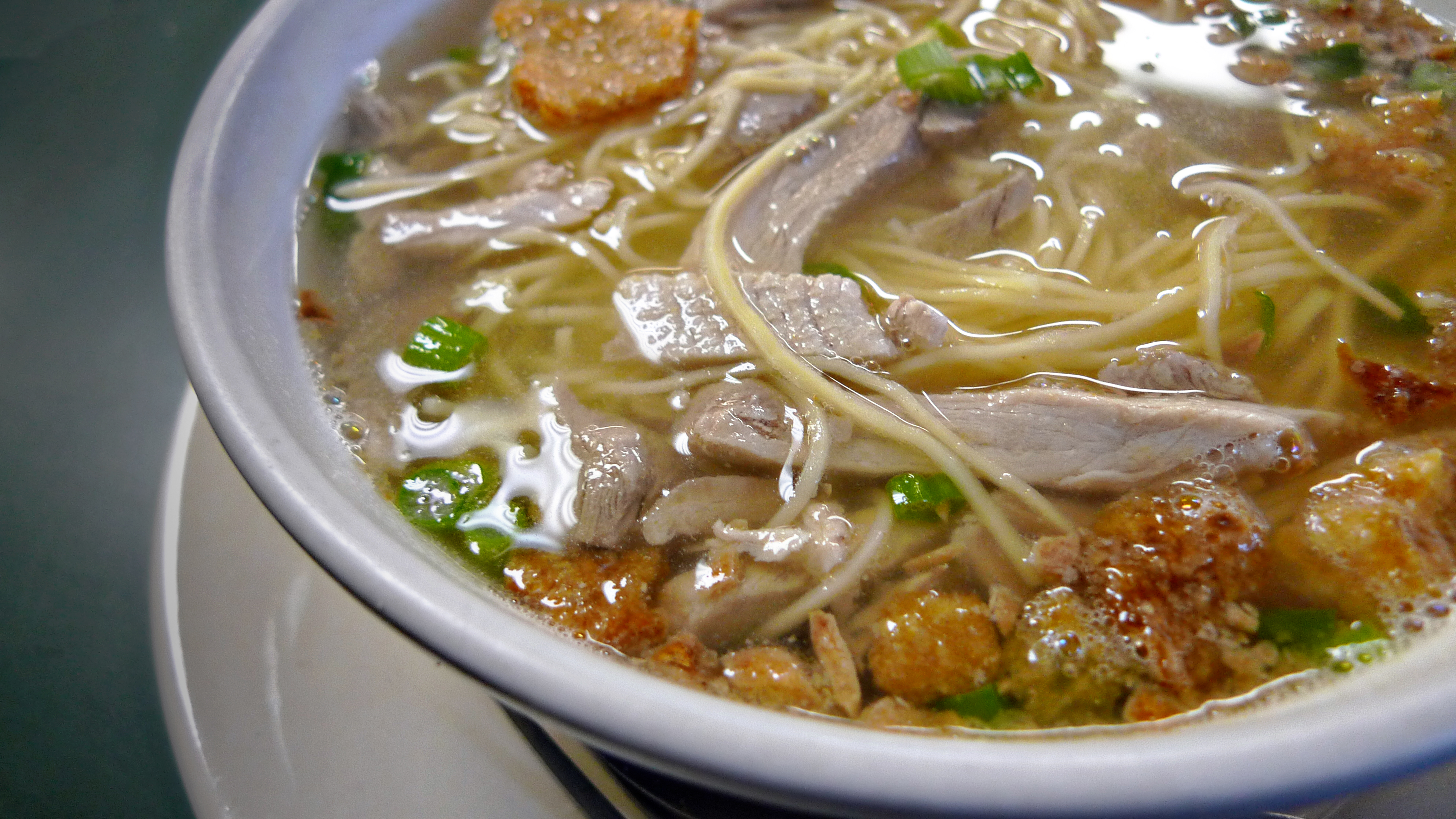
バッチョイ

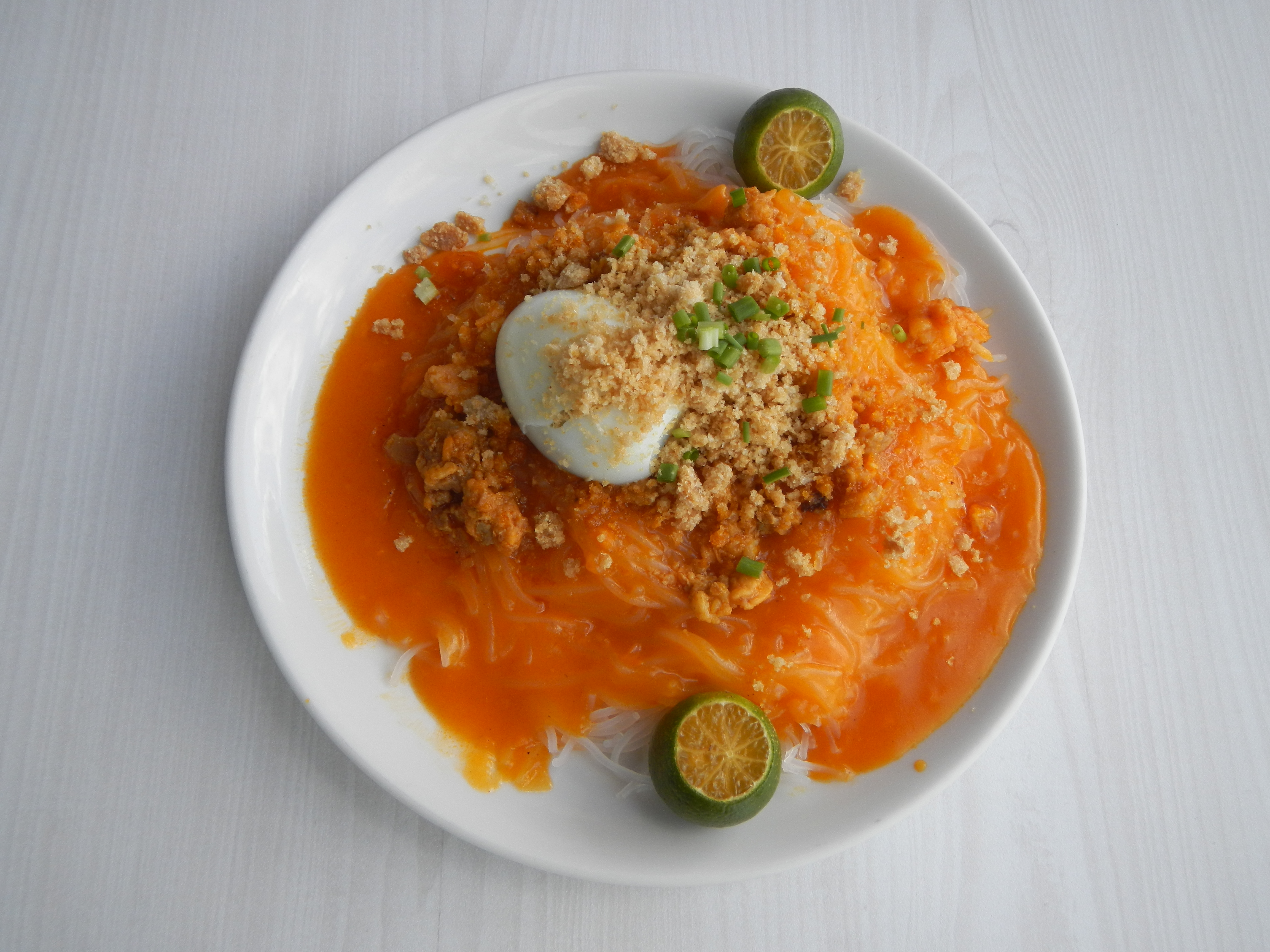
カラマンシーを添えたパンシット・パラボク

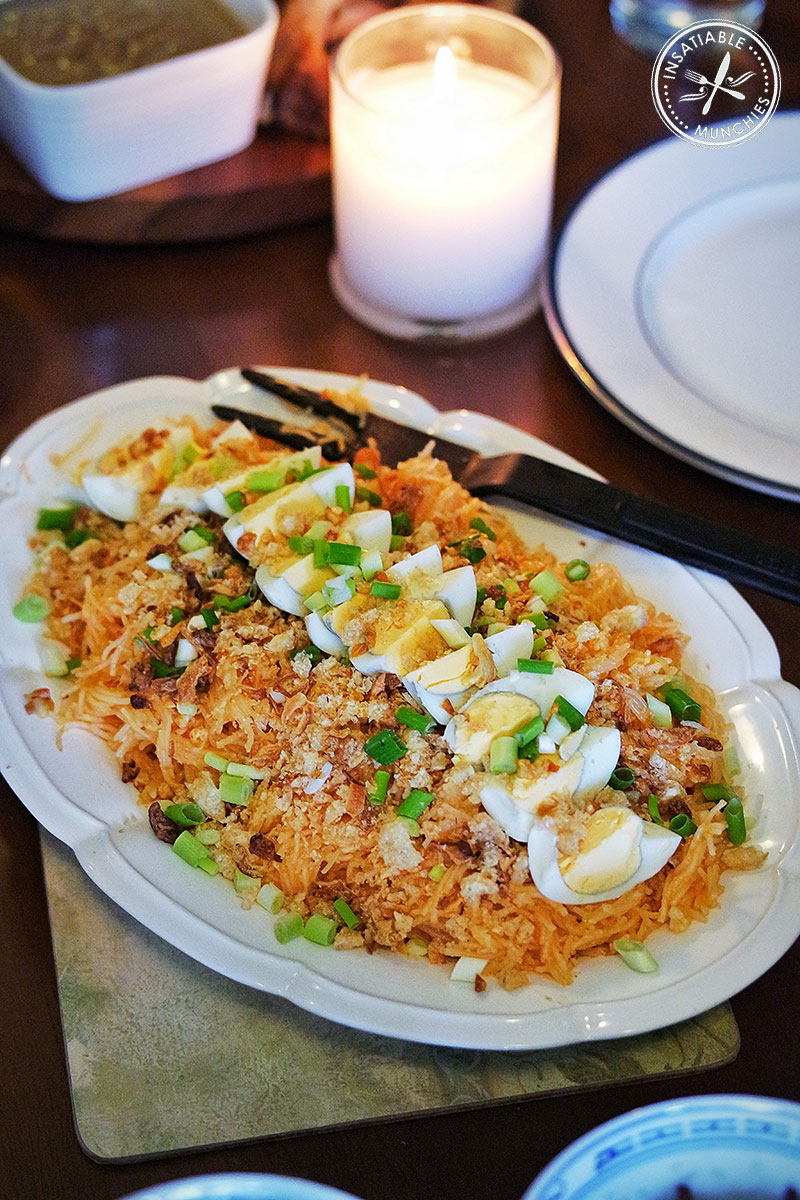
パンシット・ルグルグ

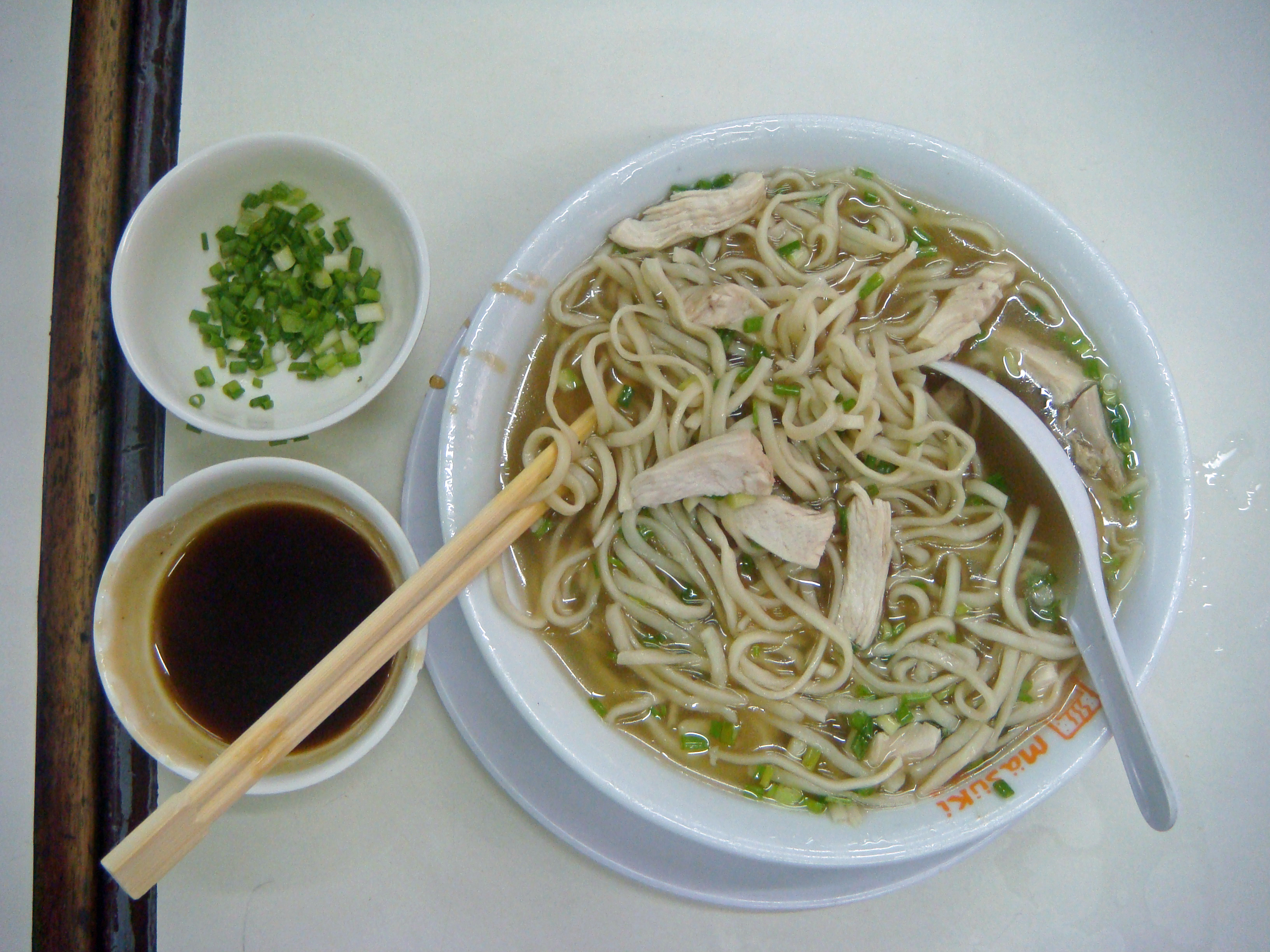
パンシットマミ（スープ麺の一種）

- Batchoy – 豚の内臓、豚のパリパリした皮、鶏のだし、牛の腰肉（ロイン）、そして丸麺によって作られるスープ麺である。その起源はフィリピンのイロイロ市にあるラパス地域にさかのぼることができる。
- Maki mi – マニラの中華街であるビノンドに由来するポーク・テンダーロインを使った濃厚なスープ。
- Odong - 第二次世界大戦前の日系移民がダバオ地方に持ち込んだ黄色い小麦粉麺で、名は日本のうどんに由来する[7]。
- Pancit Abra – 北ルソン、特にアブラ州で一般的なスタイルである。パンシット・ミキの一種で、汁のあるものと炒めたものがある。
- Pancit alanganin – ブラカン州ボカウエのご当地パンシットである。パンシット・カントンと似ているが、ミルクの入ったスープが特徴である[8]。
- Pancit Bam-I – Pancit Bisayaとしても知られる。 セブ由来の一品で、ビホン (米の麺) とカントン (小麦の麺) が一緒に炒められている。
- Pancit batchoy – イロイロ風の炒めバッチョイである。
- Pancit Bato – ビコル地方、特に南カマリネス州バトのご当地パンシットである。天日か窯で乾燥させた固い麺を使う[9]。
- Pancit bihon guisado – または単にpancit bihon (伝統的または歴史的に スペイン語: bijonというスペルも用いる) は通常「パンシット」という言葉と関連付けられるタイプで、細長いライスヌードル (rice vermicelli) を醤油、いくらかのカラマンシー、ときには魚醤、何らかの薄切り肉、そして細かく刻んだ野菜と炒め合わせて調理する。材料の組み合わせは作成者によるが、通常は中国風ソーセージ（英語版）やキャベツが基本的な具である。
- Pancit Cabagan – イサベラ州カバガンまたは近隣の町で供されるパンシットである。炒めた後、麺とスープを別に出すものと、スープに麺を入れるものがある。
- Pancit canton – 中国の拌面（英語版）や炒麺がフィリピンで土着化したものである。インスタントのものと炒めたものがある。この料理は使う麺にちなんで名づけられた[10]。
- Pancit canton Ilonggo
- Pancit chami – ケソン州ルセナ発祥のもの
- Pancit choca (または Pancit pusít) – カヴィテ州由来の黒いパンシットで、イカ墨とビーフンを使って調理する。
- Pancit habhab – ケソン州ルクバンの名物である。バナナの葉に乗せて供され、道具を使わずに食べる。料理の名前は食べるときの豚の鼻息のようなオノマトペに由来する。
- Pancit kilawin –  カヴィテ州ロサリオ由来のパンシットである。米か小麦の麺の代わりに、削った熟れていないパパイアを用い、酢や魚とともに調理する。通常は豚の血で作ったdinuguanという料理と組み合わせて食する。
- Pancit kinalas – 南カマリネス州ナガスタイルのパンシットで、スープ入りと炒めたものと両方の形式がある。 豚や牛の頭やその他の部位からかきとった肉を牛か豚の脳でできた濃厚な高茶色のソースで味付けしたものを乗せた麺となっている。さらにスパイス (チリと胡椒) で香りづけされ、熱いスープに入れて供される。ゆで卵がトッピングされることもある。
- Pancit lanu – ラグナ州サン・ペドロのサン・ビセンテ通りのみに見られる形式。
- Pancit lomi – バタンガス州発祥の料理で、同州全域の食堂で売られている。現在ではロミハン(lomihán、lomiを出す食堂)、パンシテリア(panciterias)、そしてカリンデリア(carinderias、幅広い種類の料理と米を提供する食堂) で食することができる。
- Pancit luglúg or Luglóg – パンパンガ州のpancit palabokで、基本的には同じ料理である。ただ一つの違いはもっと太いコーンスターチ麺を用いる点である。料理の名前は 沸騰した湯に少しのあいだ麺を沈めるために竹の網じゃくしを用いる伝統的な製法に由来している。
- Pancit lucban – ケソン州ルクバンで見られるタイプのパンシットである。多くのトッピングや食材を組み合わせているのが特徴である。
- Pancit Malabon – マラボン由来のもので、太い米麺と独特なトッピングを特徴とする。かつてはタケノコを使用していた[1]。
- Pancit mami – 丸打ちの卵麺を使ったスープ麺。
- Pancit mayaman – ケソン州ギナヤンガンで見られる形式のパンシットである。
- Pancit miki – 丸打ちの卵麺か、平打ちの黄色もしくは灰白の麺を炒めるかスープに入れるかして食する。
- Pancit míki-bíhon guisado – 丸打ちの卵麺とビーフンを組み合わせた炒め麺。
- Pancit Olongapo – 鶏や豚のだしで濃厚にし、少しの醤油を注いで色付けしたサルサ（ソース）とともに供されるpancit miki である。
- Pancit moròng
- Pancit palabok – 細長いコーンスターチ麺 (時にライスヌードルで代用する)を用いる。アナトーの種で明るいオレンジ色にしたエビベースのソースをかけ、エビ、砕いたか挽いたチチャロン、ティナパ (魚の燻製) フレーク、固ゆで卵、そしてネギをかけて食する。
- Pancit pula – バタンガススタイルのpancit miki
- Pancit sotanghon –  鶏だしベースの春雨スープである。何らかの肉や野菜を具にすることがある。典型的には春雨とカラマンシー、薄切りにしたフクロタケ、細く裂いた鶏もも肉、そしてネギで作る。
- Pansit sabaw – スープ入りのPansit miki
- Pansit Tuguegarao もしくは Batil Patong – ルソン島の北にあるカガヤン州トゥゲガラオ以外では一般的に見られない形式である。醤油とカラバオ（英語版）（スイギュウ）肉のだしによるソースを使った独特の麺料理である。この料理は2つの辛い副菜と共に供される。同じカラバオ肉のだしから作られた卵スープと、刻んだ玉ねぎを酢かカラマンシー、シリン・ラブヨ、そして醤油で和えたものである。麺は通常小麦で、カラバオのひき肉、豚のレバー、緑豆もやし、そしてポーチドエッグを盛り付ける。batil patong という料理名は直訳で「かき混ぜて上に飾る」という意味であり、ポーチドエッグがその語源となったと考えられている。時には他の野菜、砕いたチチャロンやチョリソーも上にトッピングされる。スープは別に提供される。
- Pansit sinanta – 同じくトゥゲガラオ由来の料理で、平打ちの卵麺、ビーフン、貝と鶏肉をアナトーで色付けされただしに入れてピナクフ（pinakufu、団子のような料理）を添えて供する。
- Pansit langlang – カヴィテ州の歴史的料理で、ホセ・リサールの好物であったといわれる。彼の小説『エル・フィリブステリスモ（英語版）』でもこの料理について言及されている。

### ギャラリー

さまざまなパンシット
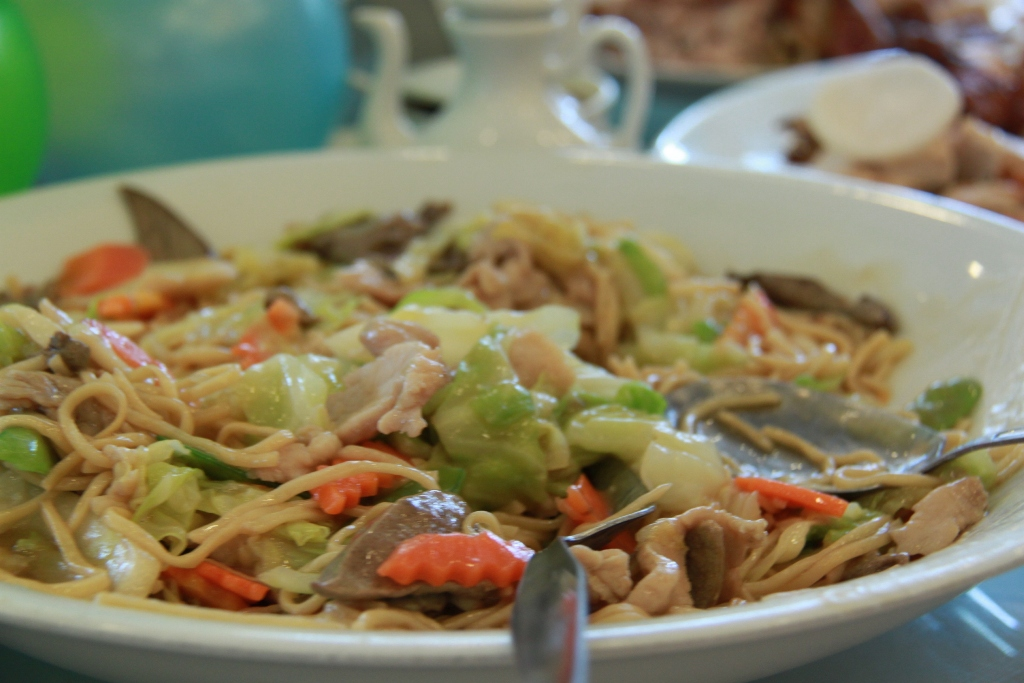
ソースをかけたパンシット・カントン。蒸し煮にするタイプのパンシットの中でもよく見られる。
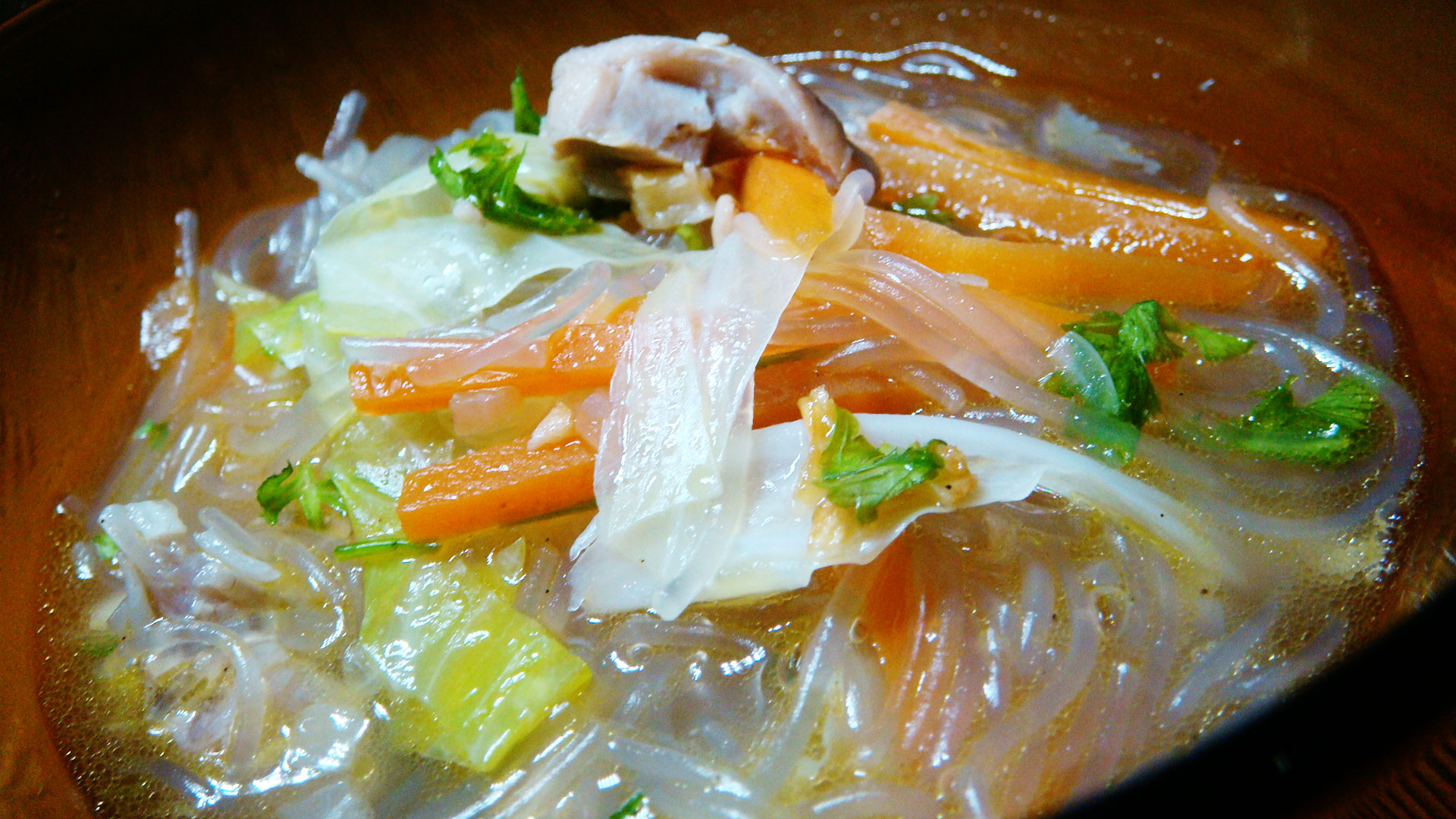
チキン・ソタンホン・スープ
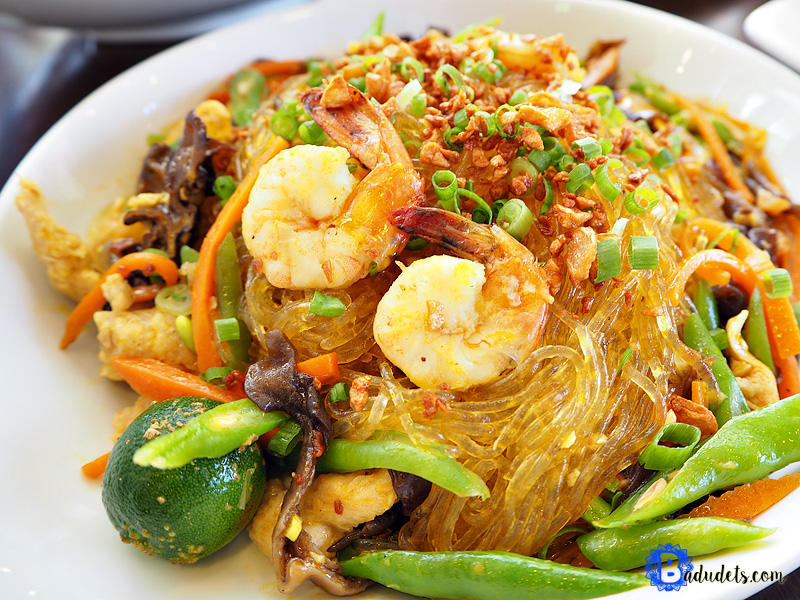
カラマンシーとソタンホン・ギサド
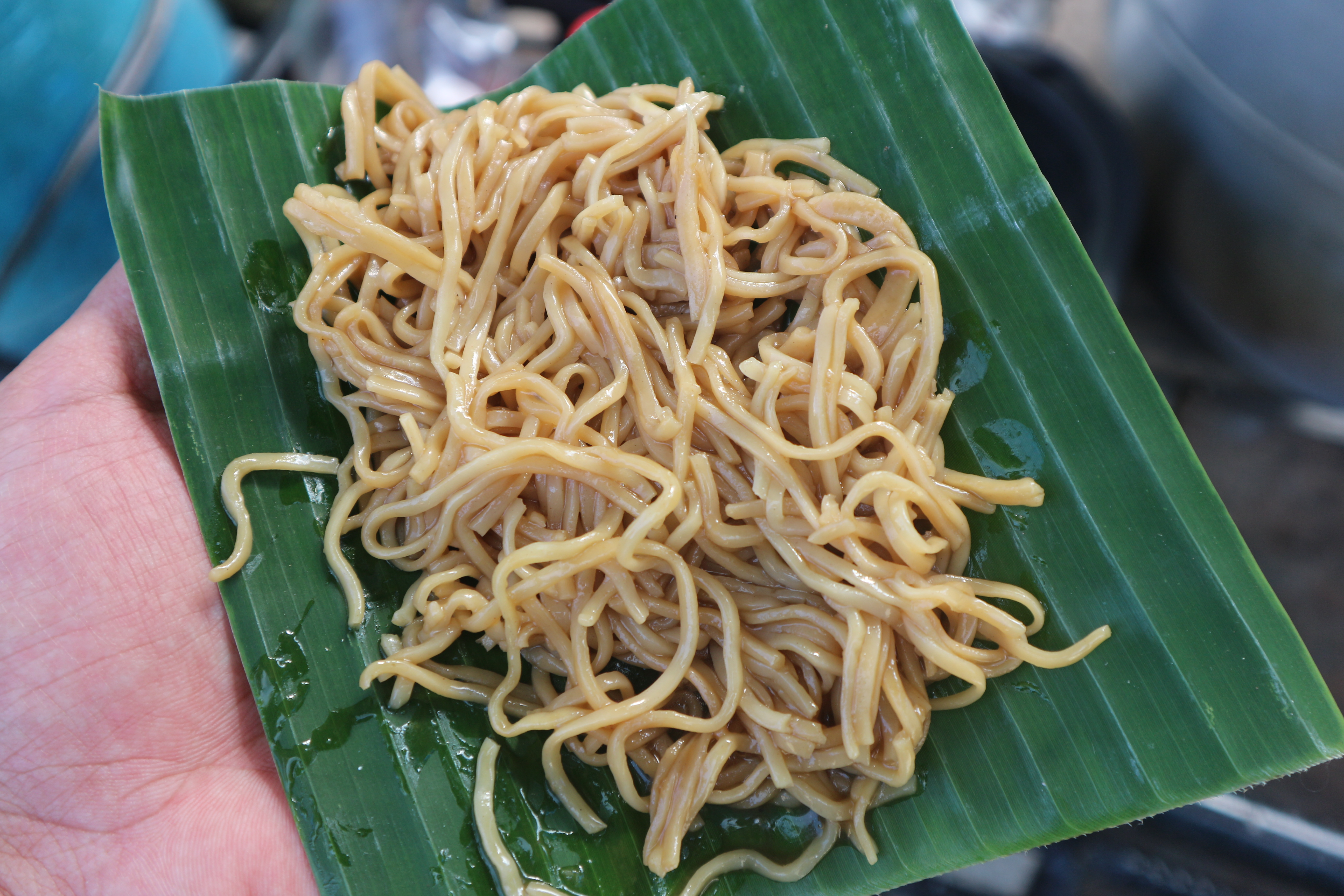
パンシット・ハブハブ
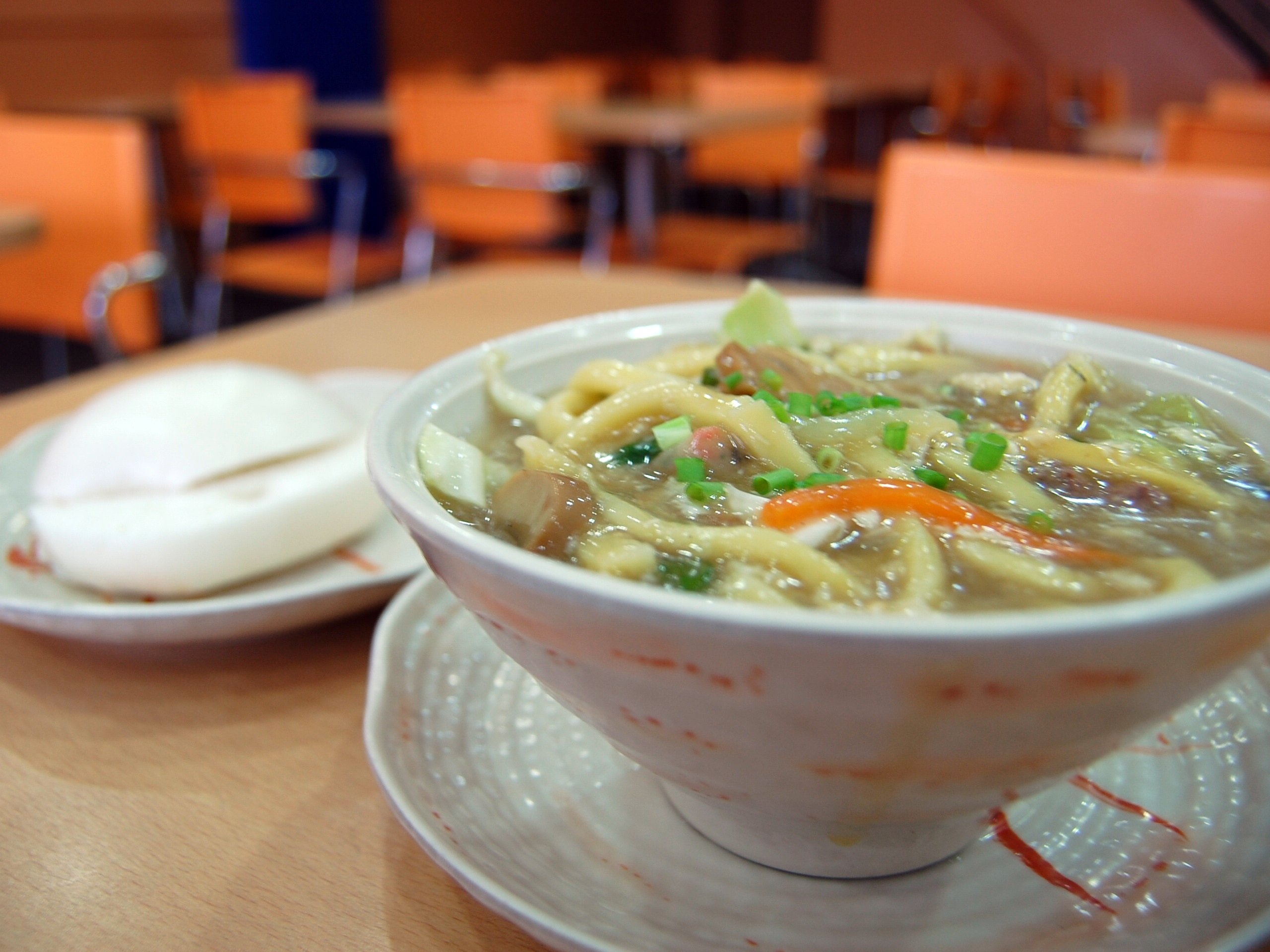
パンシット・ロミ
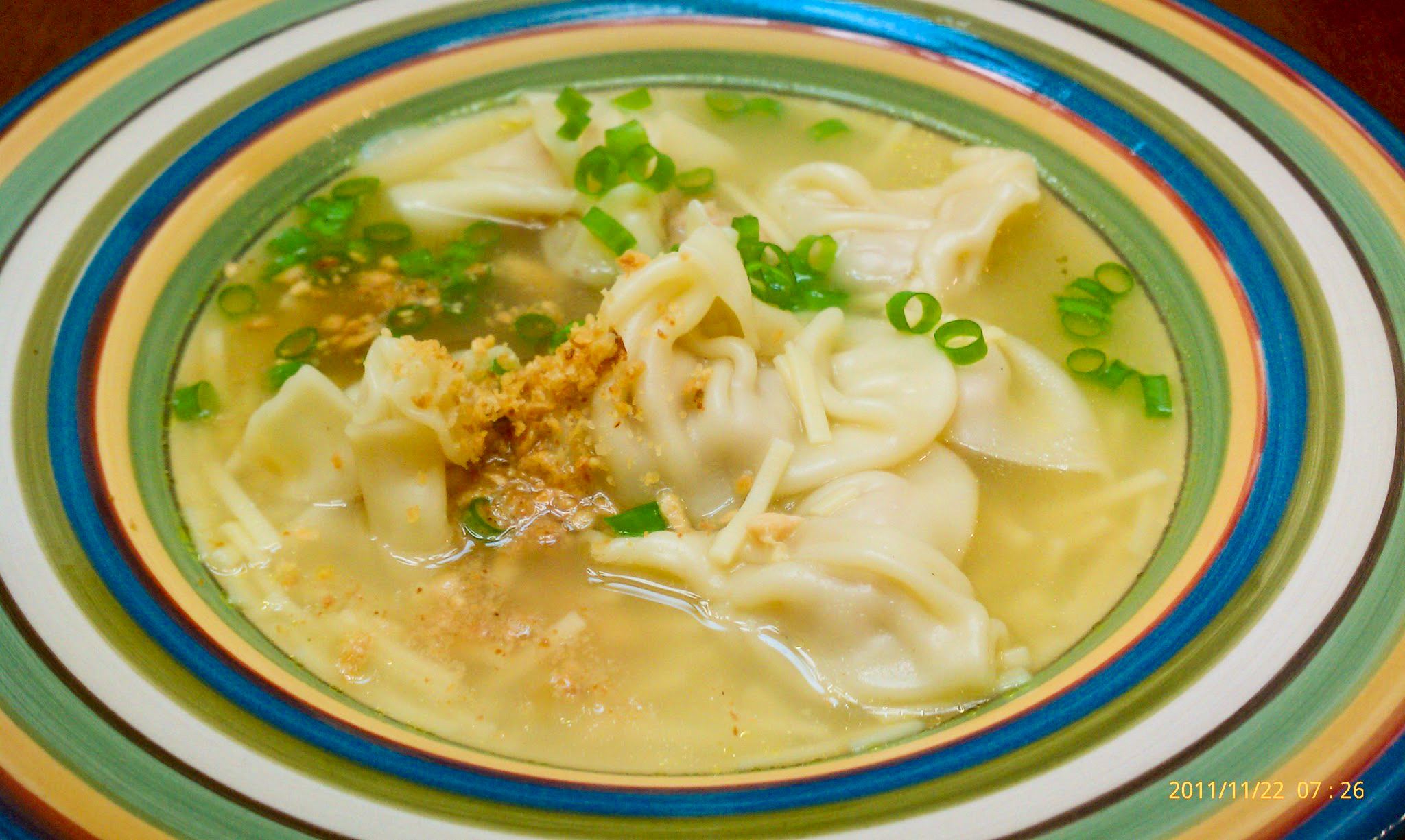
麺の代わりにワンタンを使うパンシット・モロ
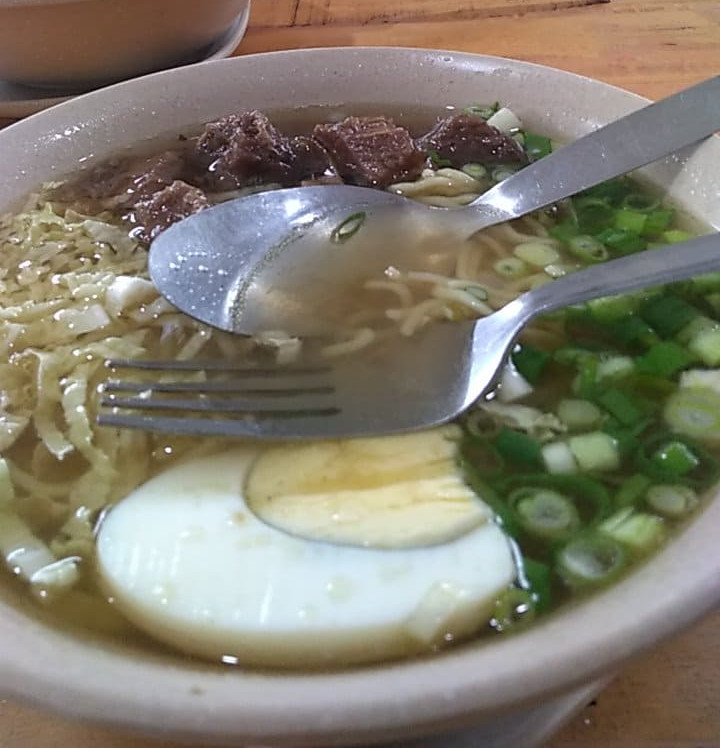
ビーフ・パレス・マミ
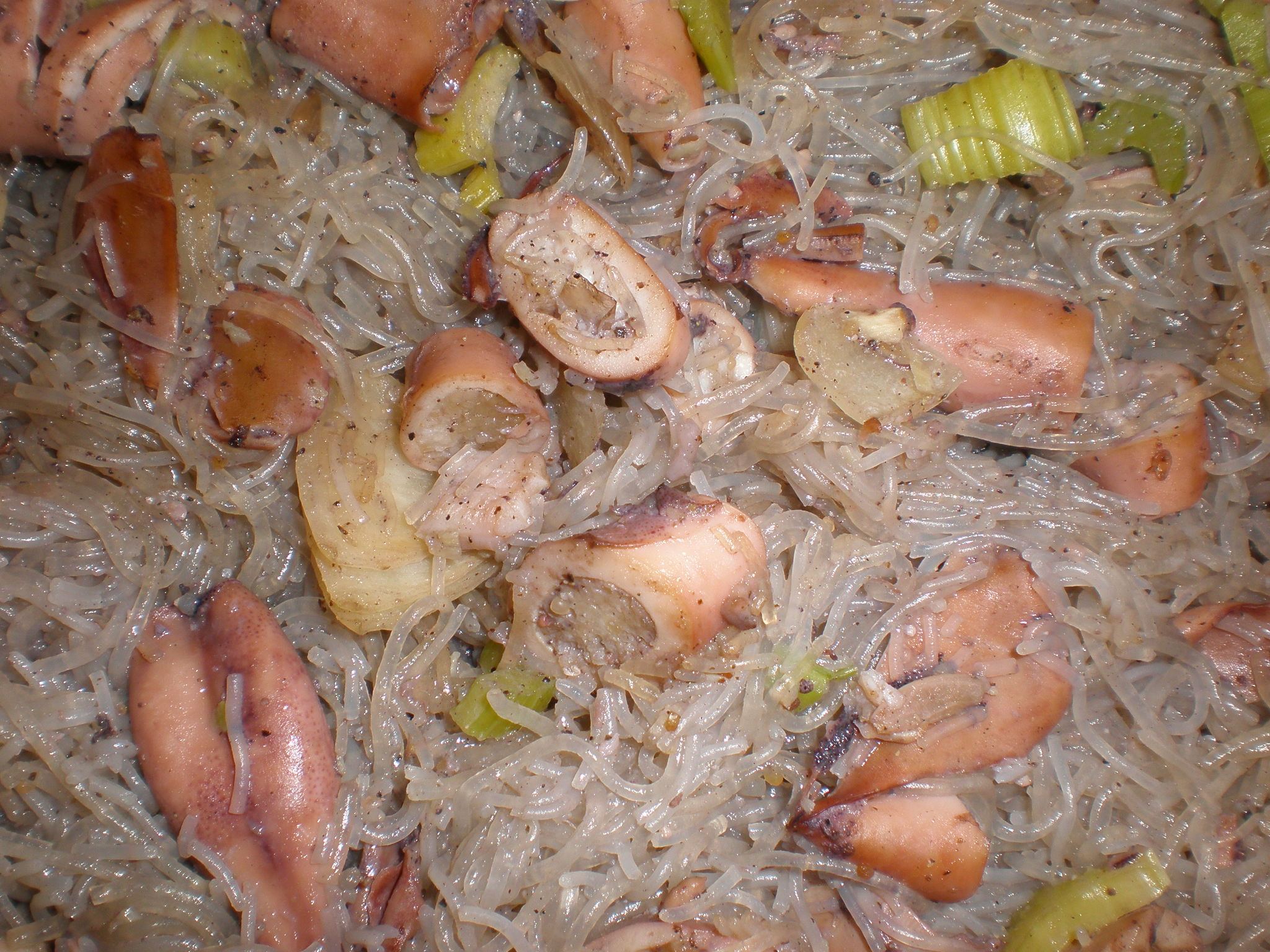
パンシット・チョカ

## その他のバリエーション
パンシットには麺を使用しないものもあり、以下のような種類がある。
- Pancit buko – 麺の代わりに長いココナッツの細切りを用いる。
- Pancit estacion – カヴィテ州のタンザ由来の料理で、麺の代わりにモヤシを使用する。
- Pancit labong – パンシット・マラボンの初期の形で、麺の代わりに千切りにしたタケノコを用いる[1]。
- Pancit Molo – ワンタンスープのワンタンを「麺」とする料理。
- Pancit papaya – 麺の代わりに千切りの未熟なパパイアを使用する。
- 海藻パンシット – アルバイ州ティウィの海藻を使用する麺。カルシウムとマグネシウムが豊富で、パンシット・カントン、パンシット・ラグラグ、スパゲッティ、またはカルボナーラの麺として用いられることがある[11][12]。

## インスタントパンシット
パンシットのインスタント麺も存在し、手頃な価格によって人気である。最も一般的な味はマミとパンシット・カントンだが、他のフィリピンスタイルの麺も商品化されてフィリピン国内で売られている。